# Siegfried A. Weinhold
Siegfried A. Weinhold (* 1930 in Olbernhau) ist ein deutscher Sachverständiger und Autor.

## Leben
Siegfried A. Weinhold ist der Enkel des Gründers der Firma Otto Weinhold jr Kunstmöbelfabrik in Olbernhau. Von 1950 bis 1953 studierte er Hochfrequenz- und Fernmeldetechnik an der Ingenieurschule Mittweida. Danach arbeitete er als Redakteur der wissenschaftlichen Zeitschrift „Nachrichtentechnik“ in Berlin.
Weinhold arbeitete unter anderem als Diplom-Ingenieur auf dem Gebiet der Elektronik in Cambridge/England, als Fachjournalist in Berlin und Stuttgart und als Marketing Services Manager bei Fairchild Semiconductor.
Von 1972 bis 1994 leitete er die Stabsstelle Öffentlichkeitsarbeit im Forschungszentrum Jülich (vormals KFA Kernforschungsanlage Jülich). 1972/1973 war er dort verantwortlich für die Konzeption des Dokumentarfilms Jülich entwickelt den Hochtemperaturreaktor sowie 1981 für den Dokumentarfilm Die schwerelosen Spione, ein Film über „Positronen-Emissions-Tomographie“ (Untersuchung des Stoffwechsels in Herz und Gehirn). Der Film erhielt 1982 den Grand Prix der Wirtschaftsfilmtage in Salzburg.
1995 wurde Siegfried A. Weinhold vom Wissenschaftsrat als Sachverständiger einer Bewertungsgruppe für Filmwesen berufen.

## Schriften
- (Red.): Die Kernforschungsanlage Jülich. Ein Wirtschaftsfaktor. Hrsg. Kernforschungsanlage Jülich. Jülich 1989.
- Kunstmöbelfabrik OWO Olbernhau Otto Weinhold jr 1879–1972. Gründerjahre – Zwangsjahre – Wendejahre. Jülich 2005, ISBN 978-3000157066.
- Holz statt Metall. Flugzeugbau im Zweiten Weltkrieg. In: Holz-Zentralblatt. Unabhängiges Organ für die Forst- und Holzwirtschaft. Bd. 136, Heft 3, 2010, ISSN 0018-3792.